# Notioscopus
Notioscopus là một chi nhện trong họ Linyphiidae.